# Tchang Čchien-chuej
Tchang Čchien-chuej (čínsky pchin-jinem Tāng Qiānhuì, znaky tradiční 汤千慧, * 10. září 2000 Čcheng-tu) je čínská profesionální tenistka, deblová specialistka. Ve své dosavadní kariéře na okruhu WTA Tour vyhrála tři deblové turnaje. V rámci okruhu ITF získala dvanáct titulů ve čtyřhře.
Na žebříčku WTA byla ve dvouhře nejvýše klasifikována v červnu 2019 na 617. místě a ve čtyřhře v srpnu 2020 na 109. místě.

## Tenisová kariéra
V rámci hlavních soutěží událostí okruhu ITF debutovala v březnu 2015, když na turnaj v čínském Ťiang-menu s dotací 10 tisíc dolarů obdržela divokou kartu. V úvodním kole podlehla krajance Kuo Šan-šan. Ve čtyřhře pak s Ťiang Sin-jü postoupily do finále, z něhož odešly poraženy. První trofej v této úrovni tenisu vybojovala v červenci 2016 na jüsijském turnaji s rozpočtem dvacet pět tisíc dolarů. Ve finále deblové soutěže opět v páru s Ťiangovou přehrály čínskou dvojici Kaj Ao a Kuo Šan-šan.
V kvalifikacích okruhu WTA Tour debutovala na lednovém Shenzhen Open 2017 probíhajícím v Šen-čenu. Na úvod kvalifikace podlehla rumunské tenistce Aně Bogdanové.
Premiérový titul na okruhu WTA Tour vybojovala v šestnácti letech na červencovém Jiangxi Open 2017 v čínském Nan-čchangu, když do ženské čtyřhry nastoupila s krajankou Ťiang Sin-jü. Jednalo se o její první start v hlavní soutěži túry WTA. Ve finále zdolaly rusko-australské turnajové čtyřky Allu Kudrjavcevovou s Arinou Rodionovovou po dvousetovém průběhu. Do semifinále se s Ťiangovou probojovaly na zářijovém Guangzhou International Women's Open 2017 v Kantonu, kde je zastavily pozdější šampionky Elise Mertensová s Demi Schuursovou.

## Finále na okruhu WTA Tour

### Čtyřhra: 3 (3–0)
| Legenda                                      |
| -------------------------------------------- |
| D – dvouhra; Č – čtyřhra                     |
| Grand Slam (0)                               |
| Turnaj mistryň (0)                           |
| Premier Mandatory & Premier 5 / WTA 1000 (0) |
| Premier / WTA 500 (0)                        |
| International / WTA 250 (3–0)                |

| Stav    | č. | datum             | turnaj               | kategorie     | povrch | spoluhráčka  | soupeřky ve finále                          | výsledek         |
| ------- | -- | ----------------- | -------------------- | ------------- | ------ | ------------ | ------------------------------------------- | ---------------- |
| Vítězka | 1. | 29. července 2017 | Nan-čchang, Čína     | International | tvrdý  | Ťiang Sin-jü | Alla Kudrjavcevová Arina Rodionovová        | 6–3, 6–2         |
| Vítězka | 2. | 28. července 2018 | Nan-čchang, Čína (2) | International | tvrdý  | Ťiang Sin-jü | Lu Ťing-ťing Jou Siao-ti                    | 6–4, 6–4         |
| Vítězka | 3. | 15. října 2023    | Hongkong, Čína       | WTA 250       | tvrdý  | Cchao Ťia-i  | Oxana Kalašnikovová Aljaksandra Sasnovičová | 7–5, 1–6, [11–9] |

## Tituly na okruhu ITF
| Dotace turnajů okruhu ITF | Dotace turnajů okruhu ITF |
| ------------------------- | ------------------------- |
| 100 000 $ tournaments     | 80 000 $ tournaments      |
| 75 000 $ tournaments      | 60 000 $ tournaments      |
| 50 000 $ tournaments      | 25 000 $ tournaments      |
| 15 000 $ tournaments      | 10 000 $ tournaments      |

### Čtyřhra (12 titulů)
| Č.  | datum              | turnaj                       | povrch | spoluhráčka         | poražené finalistky                    | výsledek              |
| --- | ------------------ | ---------------------------- | ------ | ------------------- | -------------------------------------- | --------------------- |
| 1.  | 8. července 2016   | Jü-si, Čína                  | tvrdý  | Ťiang Sin-jü        | Kaj Ao Kuo Šan-šan                     | 6–2, 3–6, [10–5]      |
| 2.  | 12. května 2017    | Jü-si, Čína                  | tvrdý  | Ťiang Sin-jü        | Kaj Ao Kchang Ťia-čchi                 | 6–2, 7–5              |
| 3.  | 19. května 2017    | Čchü-ťing, Čína              | tvrdý  | Ťiang Sin-jü        | Feng Šuo Čao Siao-si                   | 6–4, 6–3              |
| 4.  | 27. května 2017    | Ťin-an, Čína                 | tvrdý  | Ťiang Sin-jü        | Mana Ajukawová Erika Semaová           | 7–5, 6–4              |
| 5.  | 17. července 2017  | Tchien-ťin, Čína             | tvrdý  | Ťiang Sin-jü        | Liou Čchang Lu Ťia-ťing                | 6–4, 6–1              |
| 6.  | 6. července 2019   | Tchien-ťin, Čína             | tvrdý  | Ťiang Sin-jü        | Wu Mej-sü Čeng Wu-šuang                | 7–5, 6–2              |
| 7.  | 24. srpna 2019     | Kuej-jang, Čína              | tvrdý  | Ťiang Sin-jü        | Eudice Chongová Aldila Sutjiadiová     | 7–5, 7–5              |
| 8.  | 7. září 2019       | Čchang-ša, Čína              | antuka | Ťiang Sin-jü        | Rutudža Bhosaleová Erika Semaová       | 6–3, 3–6, [11–9]      |
| 9.  | 19. října 2019     | Su-čou, Čína                 | tvrdý  | Ťiang Sin-jü        | Ankita Rainová Rosalie van der Hoeková | 3–6, 6–3, [10–5]      |
| 10. | 19. listopadu 2019 | Liu-čou, Čína                | tvrdý  | Ťiang Sin-jü        | Ankita Rainová Rosalie van der Hoeková | 6–4, 6–4              |
| 11. | 11. června 2023    | Lu-čou, Čína                 | tvrdý  | Li Jü-jün           | Feng Šuo Čeng Wu-šuang                 | 7–6(7–4), 6–2         |
| 12. | 10. září 2023      | Nakhon Si Thammarat, Thajsko | tvrdý  | Punnin Kovapitukted | Naho Sato Misaki Matsuda               | 7–6(7–1), 1–6, [10–3] |